# スター・ウォーズ ローグ スコードロン III
『スター・ウォーズ ローグ スコードロン III』（スター・ウォーズ ローグ スコードロン スリー）は2003年11月21日にエレクトロニック・アーツより発売された3Dシューティングゲームである。原題は『Star Wars Rogue Squadron III: Rebel Strike』。アメリカでは同年10月21日、ヨーロッパでは同年11月7日に発売された。

## 概要
映画『スター・ウォーズシリーズ』の世界を再現したシューティングゲームであり、銀河帝国軍打倒のため反乱同盟軍として宇宙船を駆使するルーク・スカイウォーカーとウェッジ・アンティリーズの指揮するローグ中隊を操ることができる。
『エピソード4/新たなる希望』、『エピソード5/帝国の逆襲』、『エピソード6/ジェダイの帰還』にて繰り広げられた戦闘が舞台となっている。また、いくつかの舞台は1980年代の小説やコミックに基づいている。
本作は、『スター・ウォーズ 出撃! ローグ中隊』、『スター・ウォーズ ローグ スコードロン II』の続編として発売された。基本的なシステムは前作の『II』に準じているが、機体の操作感覚が多少変更されているほか、新たに二人で協力してゲームを進められる協力モードが追加されている。協力モードでは『II』に登場したヤヴィンの戦いなどの全てのステージで遊ぶことができる。また、ルーク・スカイウォーカーを直接操作するサードパーソンモードも追加されており、シューティングのみだった前作までとは異なった作りとなっている。

## 登場機体

### 反乱同盟軍
Xウィング
主力戦闘機。登場機体の中でも性能バランスが良い。S-フォイルを閉じることで加速可能だが、閉じている間は一切攻撃できない。R2ユニット搭載。セカンダリーウェポンはプロトン魚雷。
Yウィング
爆撃機。耐久性と攻撃力は高いが機動性能は低い。R2ユニット搭載。セカンダリーウェポンはプロトン爆弾（時間経過による弾数回復がある）とイオンキャノン。
Aウィング
新型高速戦闘機。ヒット&アウェイを得意とする為、機動性は良いが耐久力は低い。セカンダリーウェポンの震盪ミサイルはBボタンを押し続けることにより複数の敵を同時にロックオンすることができ、時間経過で弾数が回復する。
Bウィング
強襲型戦闘機。3門のレーザーとS-フォイルを有する。耐久性が高く、特異な形状のため敵の攻撃が当たりにくい。反面機動性は悪く、S-フォイルを閉じてもさほど速度が出ない。セカンダリーウェポンはプロトン魚雷とイオンキャノン。
ミレニアム・ファルコン
隠し機体。ハン・ソロ所有の違法改造された大型高速輸送船。旋回性能が低いが、最高速度と攻撃力は群を抜く。R2ユニットを搭載していないが、何故かシールドが回復する。セカンダリーウェポンは震盪ミサイル。
スノースピーダー
主に帝国軍のAT-AT対策に投入させる小型スピーダー。スピンや宙返りなどのアクロバティックな飛行はできないが、実はレーザーの威力が作中登場する機体の中で一番高い。セカンダリーウェポンはトゥケーブル。
ナブーN-1スターファイター
隠し機体。EP1、2に登場した惑星ナブーの政府が防衛やパトロール、護送任務のために使用していた戦闘機。最高速度やスピン速度、ブラスターの連射速度が速い。R2ユニット搭載。セカンダリーウェポンはクラスターミサイル。
スレーヴⅠ
隠し機体。賞金稼ぎのボバ・フェットの所有する戦闘機。前作ではかなり貧弱なシールドだったが、本作ではある程度改善されている。セカンダリーウェポンはソニック・マイン（EP2に登場したサイズミックチャージと同様のもの）
ジェダイ・スターファイター
正式には「デルタ7・イーサスプライト・インターセプター」と呼ばれるモデル。EP2でオビ＝ワン・ケノービが使用したものを、惑星ジオノーシスに不時着したウェッジが回収・復活させたもの。加速性能と最高速度、ブラスターの連射速度が速い。R2ユニット搭載。セカンダリーウェポンはソニック・マイン。
クラシック・コンヴァーチブル
パスワード入力でのみ出現する隠し機体。機体解説曰く「銀河の遠くから流れ着いたものを戦闘機に改造した」とのことである。R2ユニット搭載。セカンダリーウェポンはクラスターミサイル。
ネビュロンBエスコート・フリゲート
主にクリックス・メイディーンが乗船している同盟軍のフリゲート艦。護衛対象として登場し、プレイヤーは使用できない。
同盟軍輸送船
ヤヴィン4やホスからの脱出などに使用される中型貨物船。時には爆薬を積み込んだ上で自動操縦にして、敵機に体当たりさせる火船のような運用を行うこともある。プレイヤーは使用できない。

### 帝国軍
TIEファイター
帝国軍の主力戦闘機。協力モードと対戦モードではプレイヤーも使用できる。セカンダリーウェポンは無し。
TIEインターセプター
帝国軍の新型迎撃機。対戦モードのみプレイヤーが操縦できる。セカンダリーウェポンは無し。
TIEハンター
シングルモードと対戦モードに登場。帝国軍がTIEインターセプターの前に開発していた新型の高速戦闘機。本作に登場するこの機体は反乱同盟軍のウェッジが奪ったもの。他のTIEシリーズ同様に耐久力は低いが、セカンダリーウェポンにプロトン魚雷とイオンキャノンを搭載しており、さらにS-フォイルも有している高性能な機体。TIEボマー同様、こちらも敵機として登場する。
TIEアドバンスドx1
EP4でダース・ベイダーが使用していた改良型TIEファイター。シングルモードには登場しない。セカンダリーウェポンはクラスターミサイル。
TIEボマー
プレイヤーが操縦できるのはシングルモードのみ。反乱同盟のウェッジが惑星バクラでのホビー救出作戦に使用し、そのまま回収されたもの。レーザー砲を搭載してない代わりに、無限に撃てる追尾式のミサイルが主な兵器となっている。セカンダリーウェポンはプロトン爆弾。敵機としても登場する。
AT-ST
敵戦力として登場するほか、一部のステージではプレイヤーが操縦することができる。プレイヤー操作時はミサイルが使用できるが、このミサイルはしばらくすると補充される為、実質無限に撃てる。
AT-AT
デュブリオンでプレイヤーが使用することができる。ミサイル等のセカンダリーウェポンは搭載してないが、強力なヘヴィ・レーザー・キャノンと非常に強固な装甲を持つ全地形用装甲歩行兵器。敵戦力として登場する時は、スノースピーダーでしか撃破することができない。
AT-PT
取扱説明書には操縦方法が掲載されているが、実際には敵戦力としての登場しかない為プレイヤーは対戦モードでしか操縦できない。2足歩行ウォーカーで、歩行速度は速めだが防御力が低い。
ラムダ級シャトル
協力モードにのみ登場する帝国軍の物資・人員輸送シャトル。
エスコート・キャリア
主にウェッジを操作するステージに登場する帝国軍の小型ガンシップ。複数のレーザー砲と強固な装甲を持つ。2つある主砲の威力は、X-ウィングを一撃で撃墜するほど。
共和国ガンシップ
EP2に登場した攻撃用ガンシップ。惑星ジオノーシスに未だに置いてあったものをサークリィが使用して攻撃してくる。
ストームトルーパー
帝国軍の一般兵。
スター・デストロイヤー

### その他
スピーダーバイク
惑星ダントゥイーンと惑星エンドアで使用する他に、敵戦力としても登場する。タトゥイーントレーニングで使用するのは「スウープバイク」という別物。
X-25ランドスピーダー
タトゥイーントレーニングで使用できる。
T-16スカイホッパー
タトゥイーントレーニングで使用できる。

## ステージ
本作は前作までとは違って、ステージセレクトの並び方が変則的である他、プレイヤーキャラクターの違いによってクリア後にプレイできるようになるステージが異なる。

### ルークを操作するステージ
タトゥイーン・トレーニング
40分限定の練習用ステージ。練習用ステージなので様々な種類の機体を操縦できる
帝国の逆襲
操作キャラクターはルーク・スカイウォーカー。デフォルト機体はX-ウイングで、後半は白兵戦となる。デス・スター破壊後の、惑星ヤヴィン4撤退を描いたステージ。惑星ヤヴィン4に攻め込んできた帝国軍の地上部隊を攻撃し、脱出の時間を稼げ。
ダントゥーインでの反抗
序盤と終盤はスウープバイクを操るが、中盤に白兵戦がある。帝国軍からの脱走兵タイコ・ソークーと惑星ダントゥーインで合流し、反乱軍の元へ送り届けよ。
ラルティア防衛戦
ステージを通してスノースピーダーを使用する。惑星ラルティアに逃れている科学者たちを救出するため、展開された地上部隊を排除せよ。
ラルティアからの救出
前ステージの前半はAT-STを操作し、後半は白兵戦となる。救助した科学者たちをコレリアン・コルヴェットまで先導し、コルヴェットを占拠しているストームトルーパーを排除せよ。なお、本ステージでサークリィが帝国軍に亡命してしまう。
激戦 ホス
ホスの戦いでルークが撃墜されてから、惑星を脱出するまでを描くステージ。前半は白兵戦とトーン・トーンを操作し、後半はX-ウィングで輸送船を攻撃するTIEボマーを撃退する。
ジェダイ・トレーニング
ライトセーバーステージ。惑星ダゴバでマスター・ヨーダから修業を受けよ。
サーラックの巣穴
ライトセーバーステージ。EP6のサーラックの巣穴での戦闘を描いたステージ。ジャバ・ザ・ハットのセール・バージへたどり着き、レイアを救出して脱出せよ。
スピーダー・バイク追跡
スピーダー・バイクの操作がステージの大半を占めるが、終わり際にライトセーバーを使用する。惑星エンドアにある帝国軍シールド施設の偵察部隊が、反乱軍の存在を基地に報告する前に攻撃し撃退せよ。
デス・スター レスキュー
隠しステージ。白兵戦ステージで、味方としてハン・ソロとチューバッカが登場し、途中からレイア姫も合流する。デス・スターの監房に捕えられているレイア姫を救出し、ミレニアム・ファルコンで脱出せよ。
同盟軍の試練
隠しステージ。白兵戦版のエンデュランスステージで、現れ続ける帝国軍兵を撃退し続ける。

### ウェッジを操作するステージ
バクラ急襲
デフォルト機体はB-ウイング。惑星バクラ軌道上の帝国軍施設から離陸する輸送船には、反乱軍の捕虜が乗せられている。輸送船を停止させ、部隊が彼らを救出するのを援護せよ。一定条件を満たすと、惑星に不時着したホビーの救出ミッションがスタートし、その時はTIEボマーを使用することになる。
ジオノーシスの危機
デフォルト機体はX-ウィング。序盤と終盤は惑星軌道上でのドッグファイトで、中盤に白兵戦がある。「バクラ急襲」で姿を現した帝国軍のエスコート・キャリアが惑星ジオノーシス軌道上に確認された。エスコート・キャリアを調査せよ。
デストリリオン
デフォルト機体はA-ウィングで、後半は強制的にY-ウィング機体交換させられる。帝国軍の秘密施設を探し出し、爆撃を行うY-ウィング部隊へデータを送信せよ。
デュブリオン
序盤から中盤にかけてがAT-STを操縦し、終盤はAT-ATを操作する。「デストリリオン」の続きのステージ。惑星軌道上の同盟軍艦隊を、秘密施設のスーパーレーザーが狙っている。地上からスーパーレーザーの中核を破壊し、同盟軍艦隊を救助せよ。
フォンドア襲撃
デフォルト機体はTIEハンター。奪ったTIEハンターを使用し、宙域フォンドアにある帝国軍の造船所を攻撃、及び建造中のスーパー・スター・デストロイヤーを破壊せよ。

### その他
反乱同盟軍の凱旋
隠しステージを除けば、最後にプレイすることになるステージ。前半はチューバッカが奪ったAT-STを操作し、後半はハン・ソロで白兵戦を行う。惑星エンドアのシールドバンカーを破壊せよ。AT-STを操作しているときは、地上のイウォークに指示を与えることができる。
ホスからの脱出
隠しステージ。操作キャラクターはハン・ソロ。エコー基地脱出から、アステロイド到達までを描いたステージ。前半は白兵戦、中盤はファルコン号の銃座、後半はファルコン号自体を操縦するなど、操作機体が目まぐるしく変わる。
ベスピンからの救出
前半はレイア・オーガナを操作して白兵戦を行い、後半はファルコン号を操縦する。カーボナイト冷凍されたハン・ソロをボバ・フェットから奪還せよ。
エグゼキューターへの攻撃
隠しステージ。デフォルト機体はA-ウィングで、キャラクターはグリーンリーダーのアーヴェル・クライニッド。帝国軍艦隊の旗艦「エグゼキューター」を攻撃せよ。

## 登場人物
括弧内は登場ステージ

### プレイヤーキャラクター
- ルーク・スカイウォーカー（帝国の逆襲など）/ 声：石田彰
- ウェッジ・アンティリーズ（帝国の逆襲など）/ 声：坪井智浩
- ハン・ソロ（ホスからの脱出など）/ 声：菅生隆之
- チューバッカ（反乱同盟軍の凱旋）
- アーヴェル・クライニッド（エグゼキューターへの攻撃）
- レイア・オーガナ（ベスピンからの救出）/ 声：田中敦子

### 反乱同盟軍
- クリックス・メイディーン将軍（バクラ急襲など）/ 声：谷口節
- タイコ・ソークー（ダントゥーインでの反抗）
「ダントゥイーンでの反抗」で帝国軍から亡命
- ブレン・ダーリン（ラルティアからの救出）
- デレク・"ホビー"・クリヴィアン（バクラ急襲）
- ランド・カルリジアン（ベスピンからの救出）/ 声：安原義人
- C-3PO（ベスピンからの救出）/ 声：田中秀幸
- R2-D2（ジェダイ・トレーニング）

### 帝国軍
- サークリィ（帝国の逆襲など）/ 声：高塚正也
元々は帝国軍人。「ラルティアからの救出」で反乱同盟軍から亡命
- ボバ・フェット（サーラックの巣穴など）/ 声：堀内賢雄
- ダース・ベイダー / 声：銀河万丈
- ダース・シディアス / 声：阪脩

### その他
- ヨーダ / 声：辻村真人
- ディーク
タトゥイーン・トレーニングに登場するルークの友人
- フィクサー
ディークと同じくルークの友人